# Управление кадровой службы (США)
Управление кадровой службы США (англ. United States Office of Personnel Management; OPM) — независимое агентство федерального правительства США, которое управляет персоналом на государственной службе федерального правительства США.

## История
Предшественник Управления Кадровой Службы — Комиссия Государственной Службы США была создана Актом Реформы Государственной Службы Пендлтона в 1883 году. После принятия Акта о реформе государственной службы США 1978 года, 1 января 1979 года Комиссия была отменена. На смену ей пришло Управление кадровой службы.

## Функция
Согласно веб сайту, миссия Управления состоит в «привлечении, удержании и чествовании сотрудников мирового уровня для службы Американскому народу.»

## Утечка данных в 2015 году
В июне 2015 года Управление сообщило, что ранее, в апреле 2015 года была обнаружена утечка данных, произошедшая в марте 2014 года. В результате взлома было похищено около 4 миллионов записей о персонале. В июле оценка числа украденных записей выросла до 21.5 миллиона, включая текущий персонал а также других людей которые проходили проверки биографических данных.
24 сентября 2015 года появились новые данные. Агентство указало, что дополнительные свидетельства показали что в результате взлома были украдены отпечатки пальцев 5.6 миллионов человек. Это более чем в 5 раз больше исходной оценки в 1.1 миллионоа. Полное число человек чьи данные были раскрыты полностью или частично, включая номера социального страхования осталось неизменным — 21.5 миллиона.